# Воловая (Ивано-Франковская область)
Воловая (укр. Волова) — село в Верховинской поселковой общине Верховинского района Ивано-Франковской области Украины.
Население по переписи 2001 года составляло 230 человек. Занимает площадь 19 км². Почтовый индекс — 78706. Телефонный код — 03432.